# Aeroportul Antonio (Nery) Juarbe Pol
Aeroportul Antonio (Nery) Juarbe Pol (IATA: ARE, ICAO: TJAB, FAA LID: ABO) este un aeroport din Arecibo, Puerto Rico, Puerto Rico, Statele Unite ale Americii ce deservește zona Arecibo, Puerto Rico. Aeroportul a fost tranzitat în septembrie 2020 de 1.517 pasageri.
Situat la o altitudine de 7 m, aeroportul dispune de 1 pistă.

## Infrastructură

### Piste
Aeroportul dispune de o singură pistă. Pista 08/26 are suprafața de asfalt și dimensiunile 3.963 picioare × 60 picioare. 